# Foster Bluff
Das Foster Bluff ist ein markantes Felsenkliff am südwestlichen Ufer von Herring Island im Archipel der Windmill-Inseln vor der Budd-Küste des ostantarktischen Wilkeslands.
Luftaufnahmen der US-amerikanischen Operation Highjump (1946–1947) und Operation Windmill (1947–1948) dienten seiner Kartierung. Das Advisory Committee on Antarctic Names benannte es 1960 nach Danny L. Foster, Meteorologe auf der Wilkes-Station im Jahr 1962.